# Heinrich Maier
Heinrich Maier (ur. 16 lutego 1908 w Großweikersdorf, zm. 22 marca 1945 w Wiedniu) – austriacki ksiądz katolicki, pedagog, filozof i przeciwnik hitleryzmu. 
Do seminarium wstąpił po ukończeniu szkoły średniej w 1926. W latach 1928–1930 studiował w Papieskim Uniwersytecie Gregoriańskim w Rzymie uzyskując doktorat z filozofii. Po powrocie do Wiednia podjął studia teologiczne na uniwersytecie w Wiedniu. 24 lipca 1932 uzyskał święcenia kapłańskie. 28 marca 1944 aresztowany przez gestapo  stracony przed wkroczeniem Armii Czerwonej do Wiednia.